# 關根瞳
關根瞳（日语：／ Sekine Hitomi，2000年5月9日—），日本女性配音員。出身於東京都。I'm Enterprise所屬。

## 經歷
小學5年級時在朋友的推薦下觀賞動畫《銀魂》而產生對配音員的志願。2017年4月當時高中2年級從日本播音演技研究所畢業加入I'm Enterprise。
2018年以遊戲《偶像大師 閃耀色彩》的櫻木真乃出道。同年6月也以Marine ENTERTAINMENT企劃製作誕生的聲優組合「teaЯLove」的成員身份開始活動。
興趣、特長：搞笑、唱歌。

## 演出
粗體字表示主要角色。

### 電視動畫
2018年
- 隔壁的吸血鬼美眉（女孩子）

2019年
- 飛翔吧！戰機少女（小孩）
- 女高中生的虛度日常（學生、1年級女學生）
- 某科學的一方通行（女高中生）
- 擅長捉弄人的高木同學2（妹）

2020年
- 籃球少年王（九頭高女子社員、同班同學）
- 白貓Project ZERO CHRONICLE（小孩C）
- 夢夢貓（2020年－2022年，小番茄3、小孩C）2系列[注 1]
- 魔法水果籃（女學生）
- Healin' Good ♥ 光之美少女（天野）
- 王之逆襲 意志的繼承者（日语：キングスレイド）（2020年－2021年，少女1、女孩子1）

2021年
- 工作細胞!!（血小板6）

2022年
- 忍之一時（鈴之音涼子[6]）
- IDOLiSH7 Third BEAT!（歌迷B）
- 哆啦A夢（女主角）

2023年
- 呆萌酷男孩（小孩、同班同學）
- 六道的惡女們（露草水繪[7]）
- 江戶前精靈（小金井小柚子[8]）
- 為美好的世界獻上爆焰！（女孩子）
- 暴食狂戰士（艾麗絲[9]）

2024年
- 偶像大師 閃耀色彩（櫻木真乃[10]）
- 再見龍生，你好人生（賽莉娜[11]）
- 偶像大師 閃耀色彩 2nd season（櫻木真乃[12]）

### 網路動畫
2020年
- ZENONZARD THE ANIMATION（日语：ゼノンザード）（女學生C）

### 遊戲
2018年
- 偶像大師 閃耀色彩（櫻木真乃[2]）
- 深淵地平線（波特蘭、復仇者、沃克蘭）
- 棕色塵埃（日语：ブラウンダスト）（貝納卡、莉迪亞[13]）

2019年
- 荒野的壽飛行隊 飛向雲霄的少女們！（摩亞[14]）
- 交鋒聯盟（日语：ファイトリーグ）（TOY of the DAUGHTER[15]）

2020年
- 動物朋友（豹變色龍）
- 命運的法則：無限交錯（仁賀奈奈[16]、菲莉[17]）
- 碧藍航線（千歳、千代田）
- 怪物彈珠（歐律阿勒）

2021年
- 偶像大師 POPLINKS（日语：アイドルマスター ポップリンクス）（櫻木真乃[18]）
- 少女前線（M1895[19]、MP41[20]）
- 瑪娜希斯迴響（吉爾貝塔·梅普露[21]）

2024年
- 明日方舟（妮芙）

### 廣播劇CD
2018年
- 偶像大師 閃耀色彩「很晚起床的早上……」（櫻木真乃）[注 2]

### 廣播節目
※記號表示說明網路廣播。
- 偶像大師 閃耀色彩 振翅電台（主持人〈每週輪班〉，2018年－播出中，ASOBISTORE（日语：アソビストア））※
- 白黑小瞳（2019年－2021年，超！A&G+※）[22]
- 令和演藝批評（2019年－2020年，niconico直播）※
- 松鼠日誌 關根瞳的UP與BUNBUN（2020年－播出中，niconico頻道 聲音庫存頻道）※[23]
- 碧藍航線導航！（2021年－播出中，YouTube、音泉）※[24]
- 說到關根是在說瞳吧！（2021年－播出中，niconico頻道 ONE TO ONE）※[25]

### 電視節目
※記號表示說明網路節目。
- 關根瞳與結名美月的你想彈出它嗎？（2020年－播出中，niconico直播）※
- 八卷安奈、關根瞳、野口詩央 聲優第七世代（2020年－播出中，niconico直播）※[26]
- 關根瞳的成人研究所（2021年－播出中，niconico直播）※
- 關根、丸岡的不好好努力（2021年－播出中，PLATTO）※[27]

### 其它
- LINE貼圖『偶像大師 閃耀色彩』（2019年－2020年，櫻木真乃）2作品
- 『令我恨之入骨的大罪龍！』漫畫單行本第1冊發行紀念PV（2021年，拉比[28]）

## 音樂作品

### 角色歌曲
| 發行日期 | 標題                                                                                | 名義 | 曲名                                            | 備註                                              |
| 2018年   | 2018年                                                                              | 2018年                                                                                                   | 2018年                                          | 2018年                                            |
| -------- | ----------------------------------------------------------------------------------- | --- | ----------------------------------------------- | ------------------------------------------------- |
| 6月6日   | THE IDOLM@STER SHINY COLORS BRILLI@NT WING 01 Spread the Wings!!                    | 閃耀色彩                                                                                                 | 「Spread the Wings!!」 「Multicolored Sky」     | 遊戲《偶像大師 閃耀色彩》主題歌曲                 |
| 7月4日   | THE IDOLM@STER SHINY COLORS BRILLI@NT WING 02 光的destination                       | illumination STARS                                                                                       | 「」                                            | 遊戲《偶像大師 閃耀色彩》相關歌曲                 |
| 12月19日 | THE IDOLM@STER SHINY COLORS SE@SONAL WINTER                                         | 閃耀色彩                                                                                                 | 「SNOW FLAKES MEMORIES」 「Let's get a chance」 | 遊戲《偶像大師 閃耀色彩》相關歌曲                 |
| 2019年   |                                                                                     | |                                                 |                                                   |
| 3月9日   | THE IDOLM@STER SHINY COLORS SOLO COLLECTION -1stLIVE FLY TO THE SHINY SKY-          | 櫻木真乃（關根瞳）                                                                                       | 「」                                            | 遊戲《偶像大師 閃耀色彩》相關歌曲                 |
| 4月10日  | THE IDOLM@STER SHINY COLORS FR@GMENT WING 01                                        | 閃耀色彩                                                                                                 | 「Ambitious Eve」 「」                          | 遊戲《偶像大師 閃耀色彩》相關歌曲                 |
| 5月8日   | THE IDOLM@STER SHINY COLORS FR@GMENT WING 02                                        | illumination STARS                                                                                       | 「We can go now!」 「」 「Ambitious Eve」       | 遊戲《偶像大師 閃耀色彩》相關歌曲                 |
| 8月18日  | THE IDOLM@STER SHINY COLORS SOLO COLLECTION -SUMMER PARTY 2019-                     | 櫻木真乃（関根瞳）                                                                                       | 「」                                            | 遊戲《偶像大師 閃耀色彩》相關歌曲                 |
| 12月18日 | THE IDOLM@STER SHINY COLORS FUTURITY SMILE                                          | 閃耀色彩                                                                                                 | 「FUTURITY SMILE」 「Spread the Wings!!」       | 遊戲《偶像大師 閃耀色彩》相關歌曲                 |
| 2020年   |                                                                                     | |                                                 |                                                   |
| 2月12日  | THE IDOLM@STER SHINY COLORS SWEET♡STEP                                              | 閃耀色彩                                                                                                 | 「SWEET♡STEP」 「Multicolored Sky」             | 遊戲《偶像大師 閃耀色彩》相關歌曲                 |
| 3月21日  | THE IDOLM@STER SHINY COLORS SOLO COLLECTION -SPRING PARTY 2020-                     | 櫻木真乃（關根瞳）                                                                                       | 「We can go now！」                             | 遊戲《偶像大師 閃耀色彩》相關歌曲                 |
| 4月8日   | THE IDOLM@STER SHINY COLORS GR@DATE WING 01                                         | 閃耀色彩                                                                                                 | 「」 「Dye the sky.」                           | 遊戲《偶像大師 閃耀色彩》相關歌曲                 |
| 7月29日  | THE IDOLM@STER SHINY COLORS SOLO COLLECTION -2ndLIVE STEP INTO THE SUNSET SKY-      | 櫻木真乃（關根瞳）                                                                                       | 「」                                            | 遊戲《偶像大師 閃耀色彩》相關歌曲                 |
| 9月30日  | 無論多少次都歡笑吧                                                                  | THE IDOLM@STER FIVE STARS!!!!!                                                                           | 「」                                            | 「偶像大師系列」相關歌曲                          |
| 9月30日  | 無論多少次都歡笑吧【閃耀色彩盤】                                                    | 閃耀色彩                                                                                                 | 「」                                            | 「偶像大師系列」相關歌曲                          |
| 9月30日  | 無論多少次都歡笑吧【閃耀色彩盤】                                                    | 櫻木真乃（關根瞳）                                                                                       | 「」                                            | 「偶像大師系列」相關歌曲                          |
| 10月14日 | THE IDOLM@STER SHINY COLORS GR@DATE WING 02                                         | illumination STARS                                                                                       | 「Twinkle way」 「Happy Funny Lucky」 「」      | 遊戲《偶像大師 閃耀色彩》相關歌曲                 |
| 10月31日 | THE IDOLM@STER SHINY COLORS SOLO COLLECTION -MUSIC DAWN-                            | 櫻木真乃（關根瞳）                                                                                       | 「SNOW FLAKES MEMORIES」                        | 遊戲《偶像大師 閃耀色彩》相關歌曲                 |
| 12月23日 | 荒野的壽飛行隊 飛向雲霄的少女們！ 隊歌迷你專輯                                      | 怪盗團曉                                                                                                 | 「」                                            | 遊戲《荒野的壽飛行隊 飛向雲霄的少女們！》相關歌曲 |
| 2021年   |                                                                                     | |                                                 |                                                   |
| 1月20日  | THE IDOLM@STER SHINY COLORS COLORFUL FE@THERS -Stella-                              | Team.Stella                                                                                              | 「」                                            | 遊戲《偶像大師 閃耀色彩》相關歌曲                 |
| 1月20日  | THE IDOLM@STER SHINY COLORS COLORFUL FE@THERS -Stella-                              | 櫻木真乃（關根瞳）                                                                                       | 「」                                            | 遊戲《偶像大師 閃耀色彩》相關歌曲                 |
| 4月14日  | THE IDOLM@STER SHINY COLORS L@YERED WING 01                                         | 閃耀色彩                                                                                                 | 「Resonance⁺」 「Color Days」                   | 遊戲《偶像大師 閃耀色彩》相關歌曲                 |
| 4月24日  | THE IDOLM@STER SHINY COLORS SOLO COLLECTION -3rd LIVE TOUR PIECE ON PLANET/TOKYO-   | 櫻木真乃（關根瞳）                                                                                       | 「Twinkle way」                                 | 遊戲《偶像大師 閃耀色彩》相關歌曲                 |
| 5月19日  | THE IDOLM@STER SHINY COLORS L@YERED WING 02                                         | illumination STARS                                                                                       | 「PRISISM」 「」 「Resonance⁺」                 | 遊戲《偶像大師 閃耀色彩》相關歌曲                 |
| 5月29日  | THE IDOLM@STER SHINY COLORS SOLO COLLECTION -3rd LIVE TOUR PIECE ON PLANET/FUKUOKA- | 櫻木真乃（關根瞳）                                                                                       | 「Happy Funny Lucky」                           | 遊戲《偶像大師 閃耀色彩》相關歌曲                 |
| 7月28日  | THE IDOLM@STER POPLINKS POPLINKS TUNE!!!!!                                          | 天海春香（中村繪里子）、島村卯月（大橋彩香）、春日未來（山崎遙）、天道輝（仲村宗悟）、櫻木真乃（關根瞳） | 「POP LINKS TUNE!!!!!」                         | 遊戲《偶像大師 POPLINKS》主題歌曲                 |
| 7月28日  | THE IDOLM@STER POPLINKS POPLINKS TUNE!!!!!                                          | 櫻木真乃（關根瞳）                                                                                       | 「POP LINKS TUNE!!!!!」                         | 遊戲《偶像大師 POPLINKS》主題歌曲                 |
| 2022年   |                                                                                     | |                                                 |                                                   |
| 2月14日  | THE IDOLM@STER SHINY COLORS SOLO COLLECTION -L@YERED WING part 1-                   | 櫻木真乃（關根瞳）                                                                                       | 「PRISISM」                                     | 遊戲《偶像大師 閃耀色彩》相關歌曲                 |
| 2月14日  | THE IDOLM@STER SHINY COLORS SOLO COLLECTION -L@YERED WING part 2-                   | 櫻木真乃（關根瞳）                                                                                       | 「」                                            | 遊戲《偶像大師 閃耀色彩》相關歌曲                 |

### 其它參加樂曲
| 發行日期 | 商品名稱     | 主唱     | 曲名             | 備註                 |
| 2019年   | 2019年       | 2019年   | 2019年           | 2019年               |
| -------- | ------------ | -------- | ---------------- | -------------------- |
| 3月31日  |              | teaRLove | 「」             | 《teaRLove》相關歌曲 |
| 4月28日  |              | teaRLove | 「」             | 《teaRLove》相關歌曲 |
| 6月30日  |              | teaRLove | 「」             | 《teaRLove》相關歌曲 |
| 9月28日  |              | teaRLove | 「」             | 《teaRLove》相關歌曲 |
| 12月15日 |              | teaRLove | 「」             | 《teaRLove》相關歌曲 |
| 2020年   |              |          |                  |                      |
| 2月22日  | NO IMITATION | teaRLove | 「NO IMITATION」 | 《teaRLove》相關歌曲 |

## 腳註

## 外部連結
- 關根瞳｜I'm Enterprise （页面存档备份，存于） （日語）
- 關根瞳 （页面存档备份，存于） （日語）－SEIGURA web
- Hitomi Sekine （页面存档备份，存于） （日語）－TMDb